# Shake That
Singles de Eminem
"When I'm Gone"
(2005) "Smack That"
(2006)
Pistes de Curtain Call: The Hits
"Lose Yourself" "Sing for the Moment"
Shake That est une chanson d'Eminem en collaboration avec Nate Dogg. C'est le 2e single inédit extrait de la compilation Curtain Call: The Hits sortie en 2005.

## Clip
Le clip de la chanson est fait à la façon d'un dessin animé, ou l'on voit Eminem et Nate Dogg se rendre dans une boite de strip-tease.

## Remix
Un remix du titre avec Obie Trice et Bobby Creekwater est présent sur la mixtape-compilation de Shady Records, Eminem Presents: The Re-Up sortie en décembre 2006.

## Classements
| Classement (2006)           | Meilleure position |
| --------------------------- | ------------------ |
| Portugal                    | 25                 |
| Roumanie                    | 37                 |
| Suède                       | 25                 |
| Billboard Hot 100           | 6                  |
| Billboard Hot Rap Tracks    | 11                 |
| Billboard Rhythmic Top 40   | 8                  |
| Billboard Top 40 Mainstream | 13                 |
| Billboard Pop 100           | 6                  |